# NGC 4419
NGC 4419 este o liner situată în constelația Părul Berenicei. A fost descoperită în 8 aprilie 1784 de către William Herschel. Se află la o distanță de 13,49 megaparseci de Pământ.